# Lajos Bíró
Lajos Biró (ur. 22 sierpnia 1880 w Wiedniu, zm. 9 września 1948 w Londynie) – węgierski scenarzysta filmowy.

## Filmografia
scenarzysta
- 1920: Prinz und Bettelknabe
- 1927: Niepotrzebny człowiek
- 1933: Prywatne życie Henryka VIII
- 1936: Człowiek, który czynił cuda
- 1947: Mąż idealny

## Nagrody i nominacje
Za materiał do scenariusza filmu Ostatni rozkaz został nominowany do Oscara.